# Cletocamptus trichotus
Cletocamptus trichotus är en kräftdjursart som beskrevs av Andreas Kiefer 1929. Cletocamptus trichotus ingår i släktet Cletocamptus och familjen Cletodidae. Inga underarter finns listade i Catalogue of Life.